# Koreocobitis naktongensis
Koreocobitis naktongensis és una espècie de peix de la família dels cobítids i de l'ordre dels cipriniformes.

## Morfologia
- Els mascles poden assolir 13,4 cm de llargària total.
- Nombre de vèrtebres: 45-47.[4]

## Hàbitat
Viu en zones de clima subtropical.

## Distribució geogràfica
Es troba al riu Naktong (Corea).